# Endzone

American-Football-Spielfeld

Als Endzone wird im Gridiron Football der Bereich zwischen der Goalline und der Endlinie des Spielfeldes bezeichnet. Im American Football ist diese 10 Yards tief, im Canadian Football 20 Yards.
Das Ziel der Offense ist es, mit dem Ball in die Endzone des Gegners zu gelangen. Die Goalline, welche die Endzone vom Spielfeld abtrennt, wird 20 cm dick gezeichnet, während die anderen Begrenzungslinien nur 10 cm dick sind. Hinter der Endzone steht das Tor. In den vier Ecken der Endzone stehen rot- oder orangefarbige Pylonen, die den Schiedsrichtern die Entscheidung erleichtern sollen, ob sich ein Spieler innerhalb oder außerhalb der Endzone befindet. Nach NCAA-Regeln ist ein Spieler out of Bounds (im Aus), wenn er eine Pylone berührt. Bis 2001 war dies auch in der National Football League so, erst 2002 änderte man die Regeln dahingehend ab, dass man bei Berührung der Pylonen immer noch in Bounds ist.